# MPEG-2 Video
MPEG-2 Video, označované také jako H.262 nebo MPEG-2 část 2, je ztrátový formát komprese videa, který slouží ke snížení datového toku, a tím i velikosti výsledného souboru u digitálně zpracovávaných videozáznamů při co nejmenším viditelném zhoršení kvality po dekomprimaci. Je součástí sady standardů MPEG-2. Jeho předchůdcem je formát MPEG-1 Video a dokonalejšími technologickými nástupci formáty ze sad MPEG-4 a MPEG-H.
MPEG-2 Video je standardním formátem užívaným pro ukládání a přenos videa na DVD nebo při distribuci digitálního televizního signálu DVB-T. U aplikací, které vyžadují MPEG-2 komprimaci či dekomprimaci videa v reálném čase, jsou kladeny výrazně vyšší nároky na výpočetní kapacitu procesoru než u formátu MPEG-1.

## Funkce a výhody
Pro pochopení funkce komprimace je potřeba vědět, že každý videozáznam je sekvencí jednotlivých samostatných snímků. Základním principem MPEG (Motion Picture Experts Group) komprimace videa je pak individuální přístup k jednotlivým snímkům, konkrétně určení tzv. klíčových snímků (I – Intra Frame), které se ukládají resp. přenášejí celé – jsou to v podstatě jpegy – zásadně kódovány vnitrosnímkově, a dále snímků pomocných (P – Predicted), které se ukládají zkomprimované (mezisnímková komprese) – jsou to jednosměrné předpovědi vzhledem k předcházejícímu I nebo P obrázku, přenášejí se pouze rozdíly oproti již přenesenému (referenčnímu) makrobloku, přičemž polohu referenčního makrobloku udává pohybový vektor. Tyto dva typy snímků jsou pak proloženy ještě třetím typem snímků (B – Bidirectional Predicted), který se přenáší buď silně zkomprimován (také mezisnímkovou kompresí), nebo se nepřenáší vůbec – jsou to obousměrné předpovědi vzhledem k předcházejícímu I nebo P obrázku, přenášejí se pouze rozdíly oproti již přenesenému (referenčnímu) makrobloku. Tyto „chybějící“ snímky jsou pak při dekomprimaci (třeba i v reálném čase) dopočítávány z informací klíčových snímků. Typické pořadí snímků je např.: IBBPBBPBBPBBPBBPBB (tato sekvence mezi dvěma „I“ se nazývá GOP – Group of Pictures).
Při dopočítávání se využívá i skutečnosti, že lze některé drobné části obrazu a jejich vzájemné rozdíly na po sobě jdoucích snímcích popsat matematicky (např. statická jednobarevná plocha). Práce s takto definovanými plochami se označuje jako kvantizace (quantized). Proto se v některých případech (typicky při televizním DVB-T přenosu), kdy je potřeba docílit při kódování co nejmenšího datového toku (3 Mb/s), ještě obraz před samotným kódováním upravuje tak, aby obsahoval co nejméně ploch s detaily a naopak co nejvíce „jednobarevných“ ploch – typicky u fotbalových přenosů dochází ke „slití“ trávy na hřišti do univerzální plochy téměř bez vzorku.
MPEG-2 se liší od formátu MPEG-1 tím, že dokáže pracovat s tzv. proměnlivým datovým tokem (VBR – variable bit rate). To v praxi znamená, že komprimační software rozpozná scénu, která obsahuje řadu za sebou jdoucích velmi podobných (statických) snímků, mezi kterými jsou jen velmi malé rozdíly – např. moderátor, který (z pohledu videostopy) „pouze“ otevírá ústa. V takovém případě sekvence obsahuje velmi málo klíčových snímků a relativně málo doplňkových informací k dopočtu výsledného obrazu. Opakem je např. záznam hokejového zápasu. Ve výsledku je pak průměrný datový tok (výsledný soubor) menší než při použití konstantního datového toku (CBR – constant bit rate) a současně kvalitnější, neboť u náročných scén se dočasně datový tok zvýší.
MPEG-2 na rozdíl od MPEG-1 umí pracovat s prokládanými snímky, tzv. půlsnímky.
MPEG-2 byl vyvinut pro rozlišení 720 × 576 obrazových bodů. V praxi je možné ale kódovat jakýkoliv vstupní rozměr a poměr stran a zvolit CBR nebo VBR s konkrétním datovým tokem. Obdobně lze v praxi nastavit i kvalitu komprimovaného zvuku.
Žádný ztrátově komprimovaný formát videa není sám o sobě vhodný ke střihu (v nejhorším případě se stříhá se skupinou GOP=1, tj.: samé snímky I). Před jakoukoliv editací je potřeba jej převést do nativního formátu.

## Využití

### DVD
Filmy na DVD byly v Česku první možností, kdy se uživatel mohl setkat s MPEG-2 videem oficiálně. Při pořizování, či nastavování DVD/přehrávače můžeme narazit na různá nastavení. Podrobněji níže.
Rozlišení:
- NTSC – 720 × 480, 704 × 480, 352 × 480, 352 × 240 pixelů
- PAL – 720 × 576, 704 × 576, 352 × 576, 352 × 288 pixelů

Poměr:
- 4 : 3 – klasický
- 16 : 9 – širokoúhlý (wide)

Frekvence:
- NTSC – 29.97 snímků/sek.
- PAL – 25 snímků/sek.

AV datový tok:
- Video stropově 9.8 Mbit/s
- Celkově stropově 10.08 Mbit/s
- Minimálně 300 kbit/s

YUV 4:2:0
Zvuk
- Lineárně pulsní kódová modulace -LPCM: 48 kHz nebo 96 kHz; 16bit nebo 24bit; možnost až šesti kanálů (v rámci možností využívaného datového toku)
- MPEG Layer 2 (MP2): 48 kHz, až 5.1 kanálů (pouze u PAL přehrávačů)
- Dolby Digital (DD, neboli AC-3): 48 kHz, 32–448kbit/s, až 5.1 kanálů
- Digital Theater Systems (DTS): 754kbit/s nebo 1510kbit/s
- DVD v normě NTSC musí obsahovat minimálně jednu LPCM nebo Dolby Digital zvukovou stopu.
- V PAL normě musí obsahovat minimálně jednu MPEG Layer 2, LPCM, nebo Dolby Digital zvukovou stopu.
- Stolní přehrávače nutně nemusí přehrávat zvuk ve více než dvou kanálech, ale musí být schopny vícekanálový zvuk usměrnit do dvou kanálů

### Blu-ray
MPEG-2 je jedním ze tří video formátů používaných na discích Blu-ray. Společně se zvukem je uložen v multimediálním kontejneru ve formátu BDAV MPEG-2 Transport Stream.

### DVB – digitální televize
Podporované rozlišení pro SDTV:
- 720, 640, 544, 480 nebo 352 × 480 px., 24/1.001, 24, 30/1.001 nebo 30 snímků/s
- 352 × 240 px, 24/1.001, 24, 30/1.001 nebo 30 snímků/s
- 720, 704, 544, 480 nebo 352 × 576 pixelů, 25 snímků/s
- 352 × 288 px, 25 snímků/s

Podporované rozlišení pro HDTV:
- 720 × 576, 50 snímků/s progresivně (576p50)
- 1280 × 720, 25 nebo 50 snímků/s progresivně (720p50)
- 1440 nebo 1920 × 1080, 25 snímků/s progresivně (1080p25 – film mode)
- 1440 nebo 1920 × 1080, 25 snímků/s prokládaně (1080i25)
- 1920 × 1080, 50 snímků/s progresivně (1080p50) do budoucna možný H.264/AVC formát

### ATSC
Podporované rozlišení:
- 1920 × 1080 pixel, 30 snímků/s (1080i)
- 1280 × 720 pixel, 60 snímků/s (720p)
- 720 × 576 pixel, 25 snímků/s (576i, 576p)
- 720 nebo 640 × 480 px, 30 snímků/s (480i, 480p)

Pozn.: 1080i je kódován v rozlišení 1920 × 1088, ale posledních 8 vrstev je vyřazeno prioritně pro display.
Zvuk v MPEG-2 se uchází o ATSC standard skrze DTV a „Grand Alliance“, ale ztrácí na H.262.

## Profily a úrovně
Tabulky níže sumarizují limitace jednotlivých profilů a úrovní.
| Zkrt. | Název           | Framy   | Chroma format | Streamy | Poznámka                                       |
| ----- | --------------- | ------- | ------------- | ------- | ---------------------------------------------- |
| SP    | Simple Profile  | P, I    | 4:2:0         | 1       | bez prokládání                                 |
| MP    | Main Profile    | P, I, B | 4:2:0         | 1       |                                                |
| 422P  | 4:2:2 Profile   | P, I, B | 4:2:2         | 1       |                                                |
| SNR   | SNR Profile     | P, I, B | 4:2:0         | 1–2     | SNR: odstup signál-šum (Signal to Noise Ratio) |
| SP    | Spatial Profile | P, I, B | 4:2:0         | 1–3     | nízký, normální a vysoká kvalita dekódování    |
| HP    | High Profile    | P, I, B | 4:2:2         | 1–3     | nízký, normální a vysoká kvalita dekódování    |

| Zkrt. | Název      | Pixely/řádek | Řádků | Snímkování (Hz) | Dat.tok (Mbit/s) |
| ----- | ---------- | ------------ | ----- | --------------- | ---------------- |
| LL    | Low Level  | 352          | 288   | 30              | 4                |
| ML    | Main Level | 720          | 576   | 30              | 15               |
| H-14  | High 1440  | 1440         | 1152  | 30              | 60               |
| HL    | High Level | 1920         | 1152  | 30              | 80               |